# Pass at Me
«Pass at Me» es el primer sencillo del productor estadounidense de hip-hop Timbaland, incluido en su próximo álbum Shock Value III, el tercero de su carrera artística. Fue lanzado en formato digital el 13 de septiembre de 2011 en los Estados Unidos, y el 7 de octubre de 2011, en Europa. La canción cuenta con la participación en las voces del rapero cubano Pitbull, y en la producción, el DJ francés David Guetta, aunque sin acreditar. El segundo verso de la canción interpretada por Pitbull, contiene el sample de la canción "Chacarron Macarron", perteneciente al cantante panameño Rodney Clark (más conocido como El Chombo). Existe también una versión realizada por el dúo puertorriqueño Wisin & Yandel.

## Video musical
El video musical fue dirigido por Aaron Platt & Joseph Toman y fue filmado en Miami, Ibiza, y Portugal y estrenado en YouTube el 21 de septiembre de 2011. El video muestra a Pitbull en un barco, rodeado de esculturosos cuerpos femeninos, mientras que Timbaland se ve bailando en la piscina de una mansión, de manera similar, rodeado de mujeres con vestimenta tribal. Luego arriba el DJ David Guetta en un avión y es recibido por un grupo de azafatas, donde realizará un concierto y muestra a Timbaland bailando con todas las muchachas que aparecen en el video. Existe un video promocional del libro “Culo by Mazzucco” ilustrado con la canción "Pass at Me", es un proyecto del fotógrafo Raphael Mazzucco y Jimmy Iovine, jefe de Interscope.

## Lista de canciones
| Descarga digital |                           |          |  |
| N.º              | Título                    | Duración |  |
| 1.               | «Pass At Me» (Clean Edit) | 4:10     |  |
| 2.               | «Pass At Me»              | 4:10     |  |

| Remixes — EP |                                     |          |  |
| N.º          | Título                              | Duración |  |
| 1.           | «Pass At Me» (Tommy Trash Remix)    | 5:23     |  |
| 2.           | «Pass At Me» (Junior Sanchez Remix) | 7:02     |  |
| 3.           | «Pass At Me» (Tim Mason Remix)      | 5:32     |  |
| 4.           | «Pass At Me» (Genetix Remix)        | 5:11     |  |

## Posicionamiento en listas
| Lista (2011-12)                                 | Mejor posición |
| ----------------------------------------------- | -------------- |
| Alemania (Media Control AG)                     | 27             |
| Australia (ARIA)                                | 61             |
| Bélgica (Flandes) (Ultratip Bubbling Under)     | 8              |
| Bélgica (Valonia) (Ultratip Bubbling Under)     | 9              |
| Eslovenia (Slovakian Airplay Chart)             | 58             |
| Estados Unidos (Bubbling Under Hot 100 Singles) | 4              |
| Estados Unidos (Mainstream Top 40)              | 35             |
| Estados Unidos (Latin Pop Songs)                | 35             |
| Estados Unidos (Hot Dance Club Songs)           | 11             |
| Francia (SNEP)                                  | 100            |
| Irlanda (IRMA)                                  | 37             |
| Letonia (European Hit Radio)                    | 13             |
| Polonia (Dance Top 50)                          | 39             |
| Reino Unido (UK R&B Chart)                      | 14             |
| Reino Unido (UK Singles Chart)                  | 40             |

## Historial de lanzamientos
| Región          | Fecha                    | Formato                              | Discográfica       |
| --------------- | ------------------------ | ------------------------------------ | ------------------ |
| Australia       | 8 de agosto de 2011      | Formato radial                       | Interscope Records |
| Estados Unidos  | 13 de septiembre de 2011 | Descarga digital                     | Interscope Records |
| Estados Unidos  | 13 de septiembre de 2011 | Formato radial urbano                | Interscope Records |
| Edición mundial | 13 de septiembre de 2011 | Descarga digital                     | Interscope Records |
| Alemania        | 7 de octubre de 2011     | Descarga digital, Sencillo en CD     | Interscope Records |
| Reino Unido     | 10 de octubre de 2011    | Descarga digital                     | Interscope Records |
| Estados Unidos  | 8 de noviembre de 2011   | Top 40/Mainstream and Rhythmic radio | Interscope Records |